# Deilanthe
A Deilanthe a szegfűvirágúak (Caryophyllales) rendjébe, ezen belül a kristályvirágfélék (Aizoaceae) családjába tartozó nemzetség.

## Előfordulásuk
A Deilanthe-fajok természetes előfordulási területe kizárólag a Dél-afrikai Köztársaságban található meg.

## Rendszerezés
A nemzetségbe az alábbi 3 faj tartozik:
- Deilanthe hilmarii (L.Bolus) H.E.K.Hartmann
- Deilanthe peersii (L.Bolus) N.E.Br. - típusfaj
- Deilanthe thudichumii (L.Bolus) S.A.Hammer